# Ходакова Тамара Анатоліївна
Тамара Анатоліївна Ходакова (нар. 14 березня 1976) — українська співачка (сопрано), актриса оперети, заслужена артистка України (2013), лауреат премії імені Л.Ревуцького (2011).

## Життєпис
Закінчила вокальний факультет (2002) та асистентуру-стажування Національної музичної академії України ім. П. І. Чайковського (2006), де навчалася в класі Євгенії Мірошниченко. Від 2001 — солістка Київського муніципального академічного театру опери і балету для дітей та юнацтва. Від 2010 — солістка ансамблю «Київська камерата». Виконавиця багатьох творів сучасних українських композиторів І.Карабиця, Л.Грабовського, Є.Станковича, Л.Дичко, Г.Ляшенка, Б.Фільц, Г.Гаврилець, А.Загайкевич та інших.
З 2010 року працює в Київському національному академічному театрі оперети.

### Ролі
- Нінон («Фіалка Монмартру» І. Кальмана)
- Ліллі Ванессі («Цілуй мене, Кет!» К. Портера)
- Душа («Кармен-сюїта» Ж. Бізе)
- Беатріче («Труффальдіно із Бергамо» О. Колкера)
- Марієтта («Баядера» І. Кальмана)

### Нагороди
- Гран-прі на Міжнародному конкурсі «Мистецтво ХХІ ст.» (Київ-Ворзель, Україна, 2006)
- III премія та звання лауреата Міжнародного конкурсу камерного співу «Янтарный соловей» (Калінінград, Росія, 2006)
- дипломант VII Міжнародного конкурсу молодих оперних співаків ім. М. А. Римського-Корсакова (Санкт-Петербург, Росія, 2006)
- ІІ премія та звання лауреата IV Міжнародного конкурсу вокалістів ім. Бюль-Бюля (Баку, Азербайджан, 2007)